# Наноробот

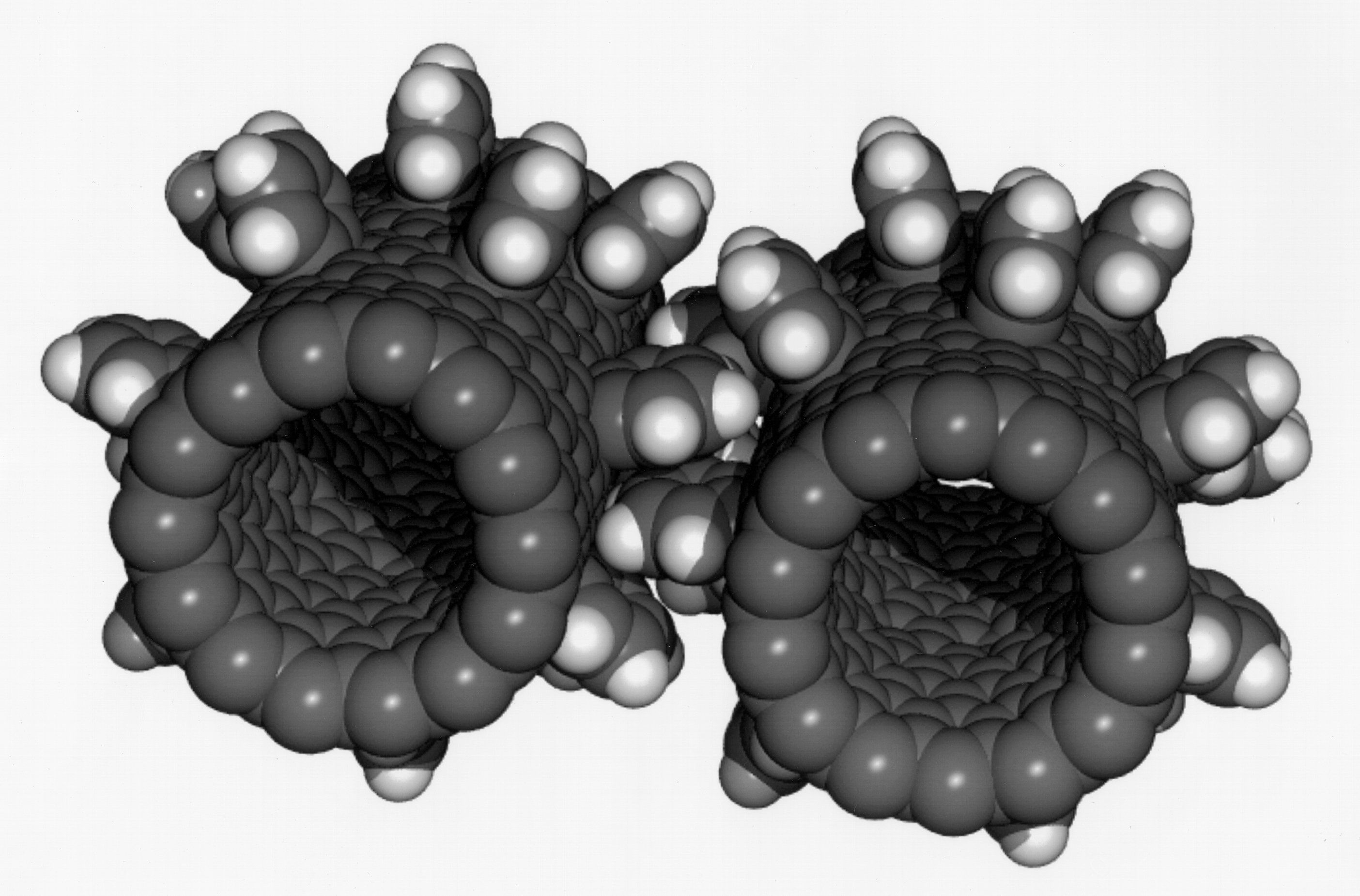
Наношестерни

Наноро́боты, или нанобо́ты — структуры, размером сопоставимые с молекулой (менее 100 нм), с программируемым поведением и используемые для управления отдельными молекулами и атомами.
Нанороботы, способные к созданию своих копий, то есть самовоспроизводству, называются репликаторами. Такие наномашины обоснованы в известном выступлении Ричарда Фейнмана «Внизу полным-полно места» 1959 года. В 1986 году Эрик Дрекслер, рассматривая возможности их создания в книге «Машины создания: Грядущая эра нанотехнологии», ввёл термин «наноробот».
Другие определения описывают наноробота как машину, способную точно взаимодействовать с наноразмерными объектами или способной манипулировать объектами в наномасштабе. Вследствие этого, даже крупные аппараты, такие как атомно-силовой микроскоп можно считать нанороботами, так как он производит манипуляции объектами на наноуровне. Кроме того, даже обычных роботов, которые могут перемещаться с наноразмерной точностью, можно считать нанороботами.
Кроме слова «наноробот» также используют выражения «нанит» и «наноген», однако, технически правильным термином в контексте серьёзных инженерных исследований все равно остается первый вариант.

## Теория нанороботов
Так как нанороботы имеют микроскопические размеры, то их, вероятно, потребуется очень много для совместной работы в решении микроскопических и макроскопических задач. Рассматривают стаи нанороботов, которые не способны к репликации (т. н. «утилитарный туман») и которые способны к самостоятельной репликации в окружающей среде («серая слизь» и др. варианты).
Некоторые сторонники нанороботов в ответ на сценарий «серой слизи» высказывают мнение о том, что нанороботы способны к репликации только в ограниченном количестве и в определённом пространстве нанозавода. Кроме того, ещё только предстоит разработать процесс саморепликации, который сделает данную нанотехнологию безопасной. Кроме того, свободная саморепликация роботов является гипотетическим процессом и даже не рассматривается в текущих планах научных исследований.
Имеются планы по созданию медицинских нанороботов, которые будут впрыскиваться в пациента и выполнять роль беспроводной связи на наноуровне. Такие нанороботы не могут быть получены в ходе самостоятельного копирования, так как это вероятно приведет к появлению ошибок при копировании, которые могут снизить надежность наноустройства и изменить выполнение медицинских задач. Вместо этого нанороботов планируется изготавливать на специализированных медицинских нанофабриках.

## Конструкция нанороботов
В связи с развитием направления научных исследований нанороботов, сейчас наиболее остро стоят вопросы их конкретного проектирования. Одной из инициатив по решению этой проблемы является «Сотрудничество по разработке нанофабрик» , основанное Робертом Фрайтасом и Ральфом Меркле в 2000 году, деятельность которого сосредоточена на разработке практической программы исследований, которая направлена на создание контролируемой алмазной механосинтетической нанофабрики, которая будет способна к производству медицинских нанороботов на основе алмазных соединений.
Для этого разрабатываются технологии зондирования, управления силовыми связями между молекулами и навигации. Создаются проекты и прототипы инструментария для манипуляций, двигательного аппарата (молекулярные моторы) и «бортового компьютера».

### Двигательный аппарат

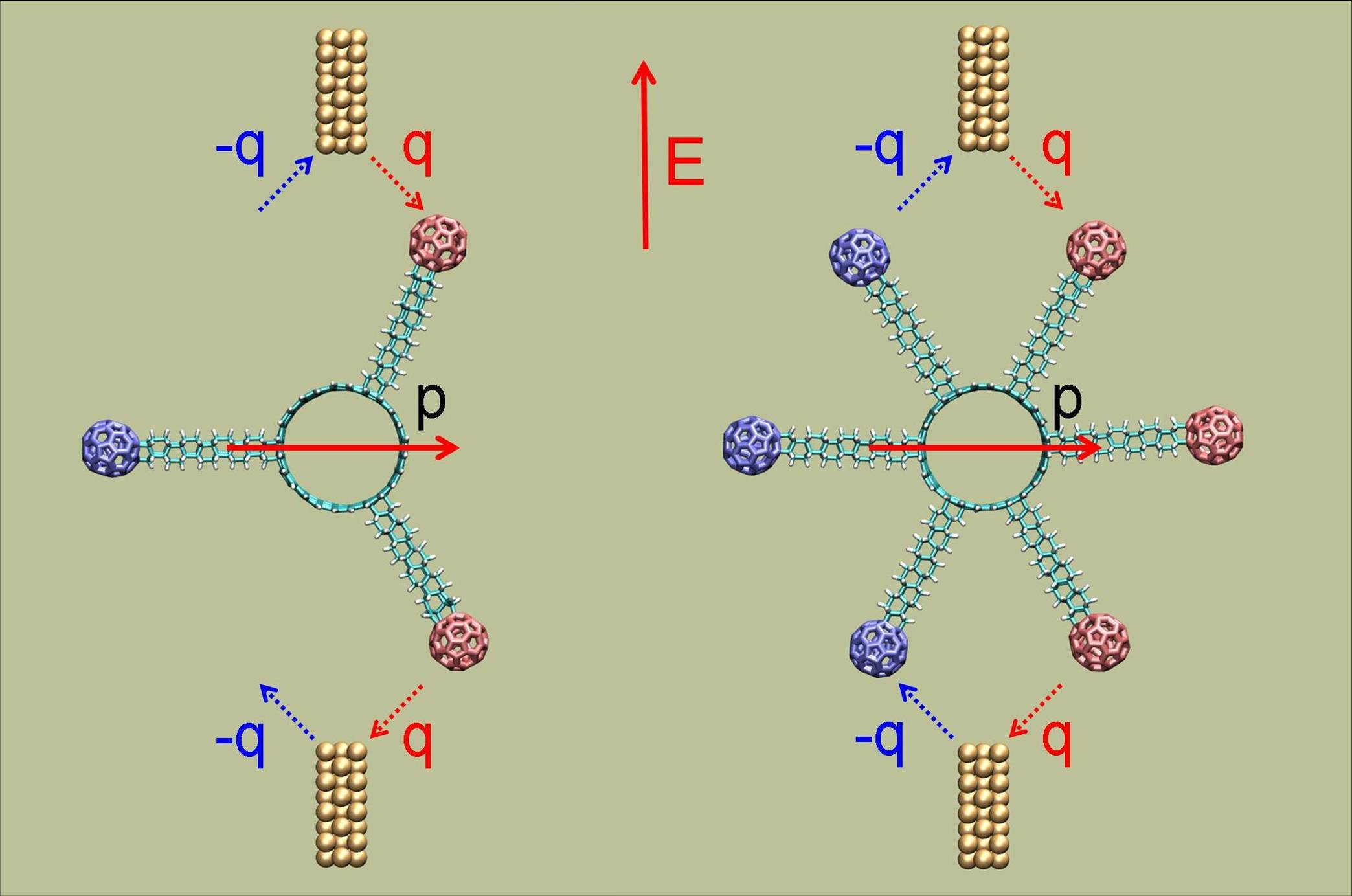
молекулярный мотор

Молекулярные двигатели — наноразмерные машины, способные осуществлять вращение при приложении к ним энергии. Главной особенностью молекулярных моторов являются повторяющиеся однонаправленные вращательные движения происходящие при подаче энергии.
Для подачи энергии используются химический, световой метод, а также метод туннелирования электронов.
Кроме молекулярных двигателей, создаются также наноэлектродвигатели, сходные по конструкции с макроскопическими аналогами, проектируются двигатели, принцип работы которых основывается на использовании квантовых эффектов. Также создаются нанодвигатели, работающие на воде.

## Наномобиль
Наномобилем называется простейший наноробот, состоящий из одной или нескольких молекул, способный самостоятельно передвигаться под воздействием света, нагретой поверхности, иглы электронного микроскопа, а также подаваемого извне электрического тока. Первые в истории гонки наномобилей прошли в 2017 году. Главной проблемой наномобилей пока остается невозможность передвигаться внутри организма или других сред самостоятельно.

## Способы создания

### 3D-печать
3D-печать это метод послойного создания физического объекта по цифровой 3D-модели. 3D-печать в наномасштабе по сути является тем же самым, но в намного меньшем масштабе. Для того чтобы напечатать структуру в масштабе 5-400 микрометров, точность сегодняшних 3D-принтеров должна быть значительно улучшена.

### 3D-печать и Лазерная гравировка
Методика впервые разработанная в Сеуле, Южная Корея, использует двухэтапный процесс 3D-печати: собственно 3D-печать и лазерную гравировку пластин. Для большей точности на наноуровне в процессе 3D-печати используется машина лазерной гравировки. Эта методика имеет много преимуществ. Во-первых, это повышает общую точность процесса печати. Во-вторых, методика позволяет потенциально создавать сегменты наноробота.

### Литография с двухфотонной полимеризацией (TPP)
Этот метод позволяет создавать с высокой точностью сложные микро- и наноструктуры. Используется одновременное поглощение двух фотонов для начала полимеризации, что способствует формированию крошечных 3D-структур. 
3D-принтер использует жидкий полимер (фоторезист), который затвердевает под воздействием сфокусированного фемтосекундного лазерного луча. В фокальной точке лазера фотоны одновременно поглощаются молекулами фоторезиста в очень маленькой области (нанометрового масштаба). В зоне поглощения фоторезист затвердевает, формируя заданную наноструктуру. Луч лазера, перемещаясь, «рисует» объект слой за слоем.

## Потенциальная сфера применений
Первое полезное применение наномашин, если они появятся, планируется в медицинских технологиях, где они могут быть использованы для выявления и уничтожения раковых клеток. Также они могут обнаруживать токсичные химические вещества в окружающей среде и измерять уровень их концентрации.
- Ранняя диагностика рака и целенаправленная доставка лекарств в раковые клетки[18][19][20]
- Биомедицинский инструментарий[21]
- Хирургия[22][23]
- Фармакокинетика[24]
- Наблюдение больных диабетом[25][26][27]
- Производство посредством молекулярной сборки нанороботами устройства из отдельных молекул по его чертежам
- Военное применение в качестве средств наблюдения и шпионажа, а также в качестве оружия. Потенциальные возможности использования нанороботов в качестве оружия демонстрируются в некоторых фантастических произведениях («Терминатор 2: Судный день», «Терминатор: Генезис», «День, когда остановилась Земля», «Бросок кобры», «Превосходство»).
- Космические исследования и разработки (например, зонды фон Неймана)

## Уровень развития технологии
По состоянию на 2016 год нанороботы находятся в научно-исследовательской стадии создания. Некоторыми учёными утверждается, что уже созданы некоторые компоненты нанороботов. Разработке компонентов наноустройств и непосредственно нанороботам посвящён ряд международных научных конференций.
Уже созданы некоторые примитивные прототипы молекулярных машин. Например, датчик, имеющий переключатель около 1,5 нм, способный вести подсчёт отдельных молекул в химических образцах. Недавно Университет Райса продемонстрировал наноустройства для использования их в регулировании химических процессов в современных автомобилях.
Одним из самых сложных прототипов наноробота является «DNA box», созданный в конце 2008 года международной группой под руководством Йоргена Кьемса. Устройство имеет подвижную часть, управляемую с помощью добавления в среду специфических фрагментов ДНК. По мнению Кьемса, устройство может работать как «ДНК-компьютер», так как на его базе возможна реализация логических вентилей. Важной особенностью устройства является метод его сборки, так называемый ДНК оригами, благодаря которому устройство собирается в автоматическом режиме.
В 2010 году были впервые продемонстрированы нанороботы на основе ДНК, способные перемещаться в пространстве.
Летом 2016 года учёным из Дрексельского университета удалось создать нанороботов для скорейшей доставки лекарств по венам. При помощи электромагнитного поля специалисты смогли развить высокую скорость у мельчайших роботов. Новая разработка облегчит отправку лекарственных средств по кровеносным сосудам организма. Свои выводы и детали изобретения были отражены в статье издания Scientific Reports. Электромагнитное поле воздействует на роботов, заставляя их вращаться. Соединённые в цепочку 13 нанороботов способны развивать скорость до 17,85 микрометра в секунду. Учёные в ходе наблюдений выявили особенность, которая выражалась в способности разделяться на более мелкие цепочки при достижении максимальной скорости. Нанороботов можно даже направить в различные стороны при изменении направления магнитного поля.

## Проблемы проектирования нанороботов
Основные сложности в проектировании и создании нанороботов включают в себя множество технических, экономических, этических и других аспектов.
- Создание механизмов, датчиков, двигателей и систем управления нанометрового размера требует принципиально новых материалов и технологий. Традиционная микроэлектроника здесь неприменима из-за ограничений масштабирования. При проектировании нанороботов критической проблемой становится нелинейное масштабирование физических явлений. В наномасштабе силы адгезии и статического трения доминируют над инерционными силами, что приводит к слипанию подвижных элементов. Это связано с высокой поверхностной энергией наноструктур, которая стремится минимизировать свободную площадь, делая традиционные механические конструкции неработоспособными. Все контактирующие части будут слипаться, следуя принципу минимизации энергии, что приводит к необходимости проектировать подвижные структуры с минимальной площадью контакта[42].

- Наноструктуры легко деформируются под действием даже слабых внешних сил, что требует использования сверхпрочных материалов[42].

- Ограниченная емкость нанобатарей. Из-за размеров невозможно применить традиционные химические источники энергии, такие как литий-ионные батареи[42].

- Сложность управления и позиционирования. В динамических средах (например, в кровотоке) нанороботы будут сталкиваться с турбулентными потоками жидкости и различными клеточными барьерами[42].

- Сложности с выведением нанороботов из организма, а также их повторное использование или уничтожение при необходимости[43].
- Не существует методик оценок степени риска и безопасности воздействия нанороботов на организм человека. Элементы, из которых состоят нанороботы, могут провоцировать воспаление и быть токсичными[42][43].
- Неблагоприятное воздействие на окружающую среду. Наночастицы обладают исключительно высокой способностью к абсорбции по сравнению с обычными молекулами. Их сверхмалые размеры позволяют проникать в атмосферу и попадать в источники питьевой воды. Современные системы фильтрации не способны их эффективно улавливать из-за недостаточной селективности и ограничений в размерах пор фильтрующих материалов[43].
- Риски неконтролируемой репликации в случае использования ДНК-шаблонов или мутаций в организме[42].
- Психологические аспекты, связанные с невозможностью прогнозирования реакции психики человека, у которого в организме функционируют множество инородных частиц[43].

## В искусстве
• Хью Хауи — серия книг «Бункер» (в оригинале «Silo»), состоящая из трёх частей: «Иллюзия», «Смена» и «Пыль». Жанр — постапокалиптика, фантастика. В книгах описано будущее, в котором американская верхушка власти построила 50 бункеров для проекта по выведению определённого сорта людей, и уничтожила остальной мир с помощью нанороботов, из-за чего выход на поверхность является смертельно опасным. На основе трилогии снят сериал "Укрытие".

• Нанолюбовь — российский оригинальный телесериал 2010 года производства кинокомпании «Star Media» по заказу СТС. Жанр – научная фантастика, комедия, драма. Сюжет — по заказу олигарха Давицкого профессор Даров создаёт «экспериментальный андроид нового поколения (наноробот)» по имени Нана, внешне — неотличимый от живой девушки, но с физическими возможностями, превышающими человеческие, долголетием, способностью читать человеческие мысли — основной функцией. Нана является «нанороботом» из-за того, что её тело воссоздано при помощи Нанотехнологий и совмещает в себе множество «Нанороботов». 